# Георги Христолов
Георги Христолов е български възрожденски свещеник и просветен деец.

## Биография
Роден е на остров Тасос в село Панагия в 1825 година. На 17 години заминава за България и се установява в Югово, където е учител около 10 години. В 1852 година е ръкоположен за свещеник. В 1863 година заминава за Станимака като първи български свещеник в църквата „Свети Димитър“. Поп Георги извършва църковните литургии на български език и е активен деец по българския църковен въпрос. По искане на гръцкото духовенство е арестуван от османските власти в 1876 година и е изпратен в Пловдивския затвор. След две години в затора, поп Георги е освободен с влошено здраве и умира тежко болен на 19 февруари 1878 година.